# Mãe-de-taoca-bochechuda
Formigueiro-de-faces-brancas ou mãe-de-taoca-bochechuda (Gymnopithys leucaspis) é uma espécie de ave da família Thamnophilidae.
Pode ser encontrada nos seguintes países: Brasil, Colômbia, Costa Rica, Equador, Honduras, Nicarágua, Panamá e Peru.
Os seus habitats naturais são: florestas subtropicais ou tropicais húmidas de baixa altitude.